# Benjamin Sammer
Benjamin Sammer (* 11. März 2005 in Salzburg) ist ein österreichischer Fußballspieler.

## Karriere
Sammer begann seine Karriere beim FC Bergheim. Zur Saison 2014/15 wechselte er in die Jugend des FC Red Bull Salzburg. Ab der Saison 2019/20 spielte er auch in der Akademie der Salzburger. Zur Saison 2021/22 wechselte er in die Akademie der SV Ried, in der er bis 2023 spielte.
Im März 2023 debütierte Sammer für die Amateure der Oberösterreicher in der Regionalliga. Bis zum Ende der Saison 2022/23 kam er zu acht Einsätzen in der dritthöchsten Spielklasse. Im Februar 2024 stand er gegen den FC Admira Wacker Mödling erstmals im Kader der Profis. Sein Debüt in der 2. Liga gab er dann im März 2024, als er am 18. Spieltag der Saison 2023/24 gegen den SV Stripfing in der 29. Minute für Lumor Agbenyenu eingewechselt wurde. Für Ried absolvierte er sechs Zweitligapartien, ehe er mit dem Team am Ende der Saison 2024/25 in die Bundesliga aufstieg.
Zur Saison 2025/26 wechselte Sammer daraufhin leihweise zu Zweitligist FC Hertha Wels.